# إقليم وزان
إقليم وزان هو إقليم مغربي ضمن جهة طنجة تطوان شمالي غرب المملكة.
في اطار تعديلات 2009 بخصوص إحداث العمالات والأقاليم، تم إحداث عدة أقاليم وعمالات جديدة من ضمنها إقليم/عمالة وزان وهي مدينة توجد شمال غرب المغرب كانت تابعة لجهة الغرب الشراردة بني احسن سابقا ولإقليم سيدي قاسم بالتحديد.
وهو مطلب قديم حديث رحب به السكان المحليون بكل ارتياح، وبذلك أصبحت عمالة وزان تابعة لجهة طنجة تطوان وفي ذلك مراعاة لخصوصية المنطقة وللموروث التاريخي والثقافي المشترك لسكان الجهة بصفة عامة.
إقليم وزان سابع إقليم في جهة طنجة تطوان يحد شمالا بإقليمي شفشاون والعرائش وغربا بإقليم القنيطرة وجنوبا بإقليم سيدي قاسم وشرقا بإقليم تاونات.

## الجماعات الحضرية
- وزان

## التجمعات القروية

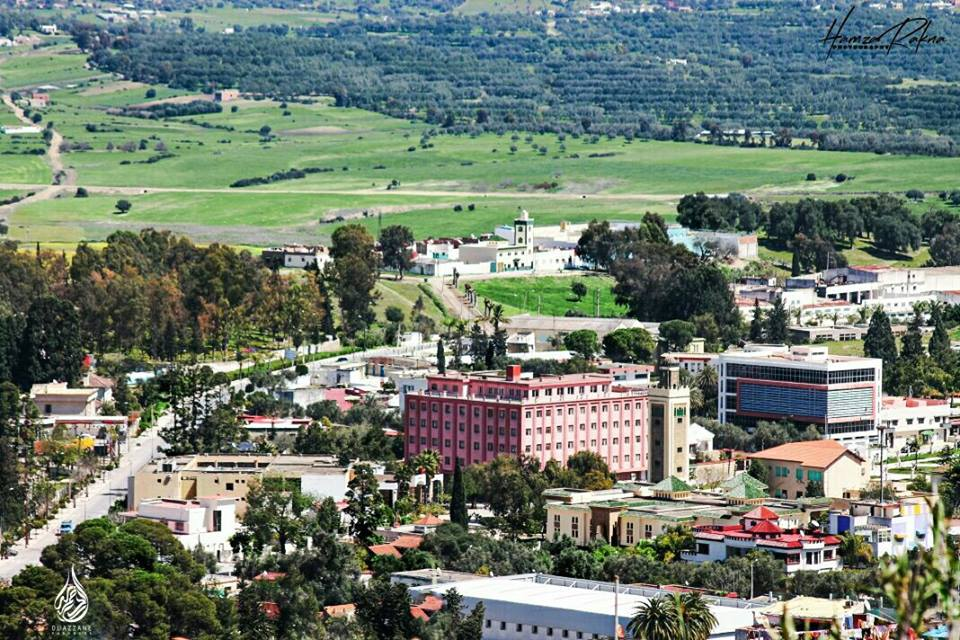
مدينة ويزان المغربية

يضم الإقليم 17 جماعة تتقسمها دائرتين:
دائرة وزان وتضم 11 جماعة وهي:وزان، بني قلة، مصمودة، امزفرون، سيدي رضوان، سيدي بوصبر، ونانة، لمجاعرة، تروال، سيدي أحمد الشريف وازغيرة
دائرة موقريصات وتضم 6 جماعات وهي:موقريصات، زومي، اسجن، بريكشة، عين بيضاء وقلعة بوقرة
الإقليم يضم أكبر خزان مائي بالمغرب والثاني في أفريقيا بعد السد العالي بمصر انه سد الوحدة التي تبلغ طاقته الاستيعابية 3600 متر مكعب من المياه على واد ورغة بجماعة لمجاعرة.